# Deep Six
Deep Six ist eine der ersten Veröffentlichungen, die den Sound mitbegründeten, der später als Grunge weltbekannt wurde.
Die Deep-Six-Compilation wurde am 1. September 1985 von C/Z Records in einer auf 2000 Exemplare limitierten Version auf Vinyl herausgebracht (CZ001). Am 6. April 1994 wurde eine zweite Auflage von C/Z Records/A&M Records in Form von CD und Kassette veröffentlicht.
Produziert wurde die Platte von Chris Hanzsek und Tina Casale. Vertreten sind mit Soundgarden, Green River und Skin Yard zahlreiche Musiker, die in gleichen und/oder anderen Formationen noch wesentlichen Einfluss auf die sich in den nächsten Jahren noch bildende Seattle-Szene ausüben sollten. Für alle dieser Bands bis auf Green River und The U-Men war es die erste Plattenaufnahme und die erste Veröffentlichung ihrer Werke. Die drei Soundgarden-Songs waren schon vorher auf Faith Henschels Bands Who Will Make Money Demo-Tape und der C/Z-Kassette Pyrrhic Victory, welche Anfang 1985 in einer Auflage von 250 erschienen war, vertreten, doch auf Deep Six zum ersten Mal in größerer Auflage erschienen.
Die Fotos der Bands im Inlay wurden von Charles Peterson gemacht. Das originale Album-Cover wurde von Reyza Sageb entworfen.

## Titelliste
1. Green River: 10,000 Things
2. The Melvins: Scared
3. The Melvins: Blessing the Operation
4. Malfunkshun: With Yo’ Heart (Not Yo’ Hands)
5. Skin Yard: Throb
6. Soundgarden: Heretic
7. Soundgarden: Tears to Forget
8. Malfunkshun: Stars-N-You
9. The Melvins: Grinding Process
10. The Melvins: She Waits
11. Skin Yard: The Birds
12. Soundgarden: All Your Lies
13. Green River: Your Own Best Friend
14. The U-Men: They